# Cantón de Santo Domingo (Costa Rica)
Santo Domingo es el cantón número 3 de la provincia de Heredia, Costa Rica. El origen del nombre del cantón se remonta a la creación de la ermita dedicada a Santo Domingo, el cual se le otorgó al barrio, luego al distrito cuando se estableció, y por consiguiente conservó al crearse el cantón.
El cantón forma parte del Gran Área Metropolitana. La cabecera del cantón es una ciudad con el mismo nombre que está localizada entre la ciudad de Heredia (a 5 km al noreste) y San José (a 8 km al sur). Es uno de los cantones de Costa Rica mejor posicionados en relación con el índice de desarrollo humano y déficit habitacional.
En Santo Domingo se localiza la iglesia El Carmen, considerada como reliquia de interés arquitectónico, histórico y cultural, situada en el distrito de San Miguel. También el cantón cuenta con un polideportivo, en el que se encuentra una cancha de béisbol, deporte que se practica con mucho entusiasmo, tanto en sus divisiones infantiles como en el campeonato nacional en su categoría mayor. Asimismo, hasta su cierre en 2018, dentro del cantón se encontraba el Parque INBio o el Instituto Nacional de Biodiversidad, que es un centro de investigación y gestión de la biodiversidad, de carácter no gubernamental y sin fines de lucro (aunque este pase a ser de carácter gubernamental), establecido en 1989, en el distrito de Santa Rosa para apoyar los esfuerzos por conocer la diversidad biológica del país y promover su uso sostenible.
Las principales actividades agropecuarias de la región son los cultivos de café y hortalizas y la ganadería. Asimismo se localizan en el cantón zonas de explotación de canteras.
El cantón de Santo Domingo limita al norte con los cantones de San Pablo y San Isidro. Al oeste con el cantón de Heredia y al sur y al este con la Provincia de San José.

## Historia
La región que actualmente comprende Santo Domingo, formó parte del reino huetar de Occidente, que eran dominios del rey Garabito, donde el cacique Yorustí, señor de Toyopán, tenía su asentamiento, en lo que hoy es villa San Luis del distrito 8° Pará.
La mayor parte de estas tierras, denominadas posteriormente de Tibás, fueron patrimonio real y el resto pertenecientes a todos los vecinos. Las primeras las otorgó el rey de España al alférez Sebastián de Zamora Romero, originario de villa Marchena, España; su hijo don Antonio Aurelio de Zamora Romero, habitante del Rincón de Tibás (hoy poblado Socorro del distrito 3° San Miguel), en 1710, era propietario de ciertas caballerías en quebradas y breñas de La Bermuda; que a su muerte, su hijo mayor, Juan José continuó afincado en esos lugares.
Las anteriores tierras, fueron en el transcurso de los años, pasando a poder de los descendientes del alférez de Zamora y otras a manos de particulares, por ventas. A inicios del siglo XVIII aparecen como cabezas de familias los señores Calixto Bonilla, Eduardo Arce, Juan Antonio Córdoba, Marcela Zamora, José Ángel Azofeifa, Diego Villalobos. Apellidos que predominan en varias familias actuales domingueñas.  
En 1816, en un documento de venta de un terreno, por primera vez se cita al paraje de Santo Domingo.
En el año 1829 es la primera vez que se menciona a la ermita de Santo Domingo. La iglesia del Rosario fue edificada entre 1838 y 1844. Durante el episcopado de Monseñor don Joaquín Anselmo Llorente y Lafuente, primer Obispo de Costa Rica, el 28 de octubre de 1856, se erigió la Parroquia, dedicada a Santo Domingo de Guzmán; la cual actualmente es sufragánea de la Arquidiócesis de San José de la Provincia Eclesiástica de Costa Rica.
La Municipalidad de Heredia para cumplir con lo dispuesto en el artículo doce de la ley N.º 36 de 7 de diciembre de 1848, se reunió extraordinariamente tres días después, a fin de establecer los distritos parroquiales del cantón; disponiendo que Santo Domingo formara el segundo de Heredia. En la demarcación de los distritos parroquiales de la provincia de Heredia, publicada en la Gaceta Oficial el 30 de diciembre de 1862, Santo Domingo aparece nuevamente como segundo del cantón Heredia.
En la segunda administración de don José María Castro Madriz, el 24 de julio de 1867, en ley N.º 20, se otorgó el título de villa a la población de Santo Domingo. Por decreto legislativo 9 de 28 de septiembre de 1869 se creó el cantón, segregado de cantón Heredia).  Posteriormente, el 1° de agosto de 1902, en el gobierno de don Ascensión Esquivel Ibarra, se decretó la ley N.º 58 que le confirió a la villa, la categoría de Ciudad.
El 10 de febrero de 1877 se llevó a cabo la primera sesión de la Corporación Municipal, integrada con los siguientes representantes propietarios, señores Ramón Rodríguez Sancho, Antonio Vargas Chacón y Eulogio Fonseca González. El primer Secretario Municipal fue don Juan Bolaños y Chacón.
En 1880 se inició la construcción del primer edificio escolar. La escuela para varones Félix Arcadio Montero Monge y Benito Sáenz para mujeres, se inauguró en 1935, en la tercera administración de don Ricardo Jiménez Oreamuno (1932-1936). La escuela Cristóbal Colón, en el distrito de Tures, se construyó en 1889. El Colegio Santa María de Guadalupe fundado por el Pbro. Padre Delio Arguedas Argüello, inició sus actividades el 12 de marzo de 1959, en el gobierno de don Mario Echandi Jiménez; actualmente este colegio es conocido por ser uno de los mejores colegios semprivados del país. Años adelante se inició la construcción del Liceo de Santo Domingo de Heredia (1989) en el distrito de San Vicente. En 1999 se crea el Liceo del Este en el distrito de San Miguel, que posteriormente se convertiría en un colegio técnico-profesional, creándose el CTP del Este en 2014.
La cañería comenzó a funcionar el 6 de agosto de 1938, en la administración de don León Cortés Castro.
Durante mucho tiempo, Santo Domingo se distinguió por sus viejas casas de adobe pero estas han ido cediendo ante lujosos residenciales y negocios importantes del país, y se ha ido convirtiendo en un cantón dormitorio y, por su ubicación y los servicios que ofrece, el precio de sus tierras se ha incrementado considerablemente, en especial los distritos de Santo Tomás, Santa Rosa y Tures, considerándose poco a poco parte del Gran Área Metropolitana de Costa Rica.

## Generalidades

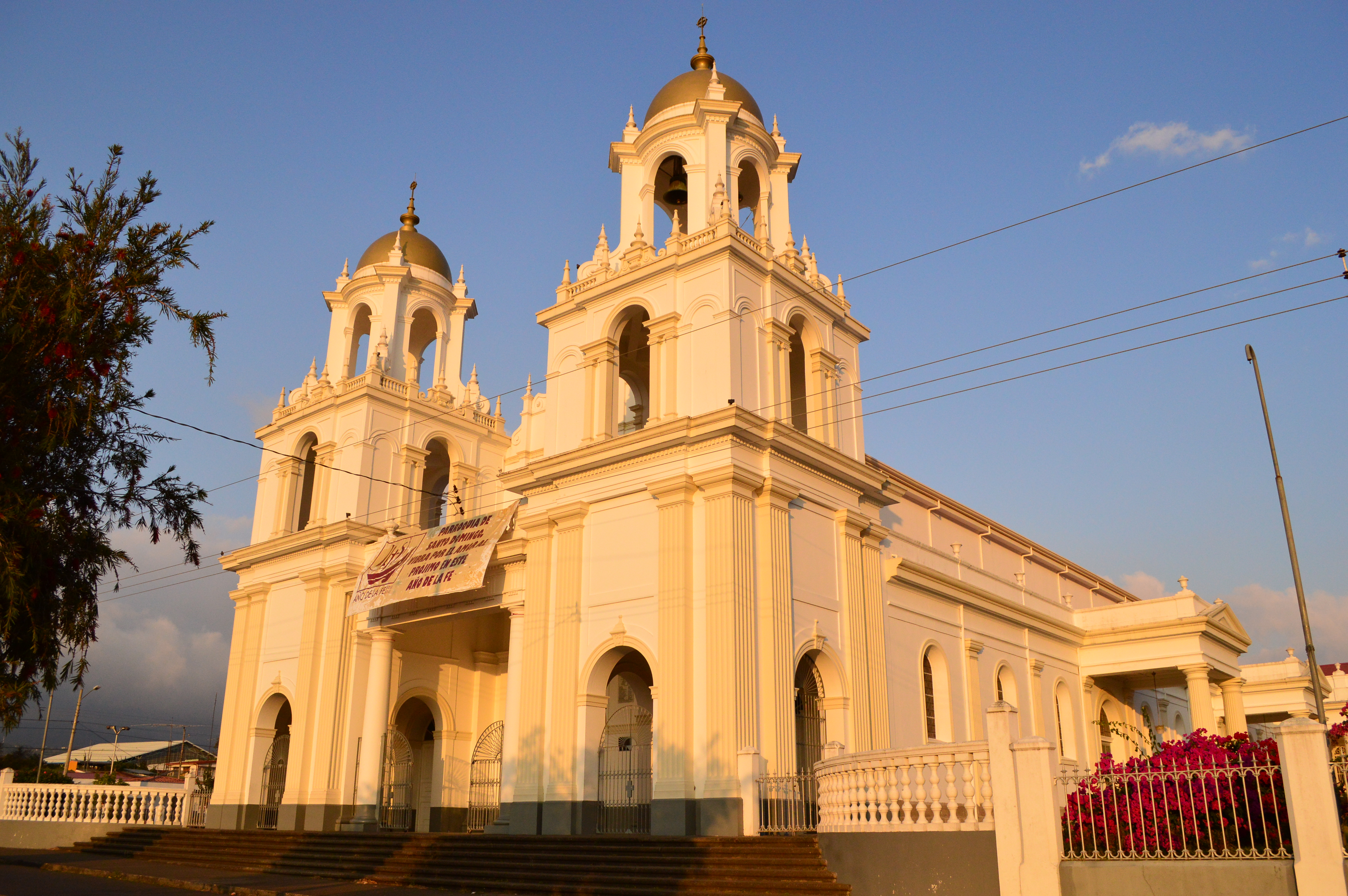
Basílica Santo Domingo de Guzmán. Santo Domingo de Heredia

Santo Domingo es uno de los cantones más poblados de la provincia de Heredia y es el que cuenta con una mayor cantidad de distritos con un total de ocho: Santo Domingo, San Vicente, San Miguel, Paracito, Santo Tomás, Santa Rosa, Tures y Pará. Su terreno presenta un plano inclinado, ligeramente quebrado en las faldas del Cerro Zurquí; en este cantón aún se produce café. Lo riegan los ríos Virilla, Pará Grande, Tibás, Túres, Tranquerillas y Bermúdez.
La ciudad de Santo Domingo es la cabecera del cantón, está a sólo tres kilómetros de la Ciudad de Heredia. Se extiende sobre un terreno plano a inmediaciones del Río Virilla y se encuentra a 7,5 kilómetros de la ciudad de San José. Cuenta con dos templos: la iglesia del Rosario y la Basílica de Santo Domingo.
El cantón de Santo Domingo se erigió en 1869 y debe su nombre a la erección de la ermita dedicada a Santo Domingo de Guzmán en 1838, el cual se le otorgó al barrio, luego al distrito y se conservó al crearse el cantón. Santo Domingo forma parte del Gran Área Metropolitana. Dentro del cantón en el distrito San Miguel, se encuentra la iglesia de El Carmen considerada como reliquia de interés arquitectónico, cultural e histórico, situada en la comunidad de Castilla.

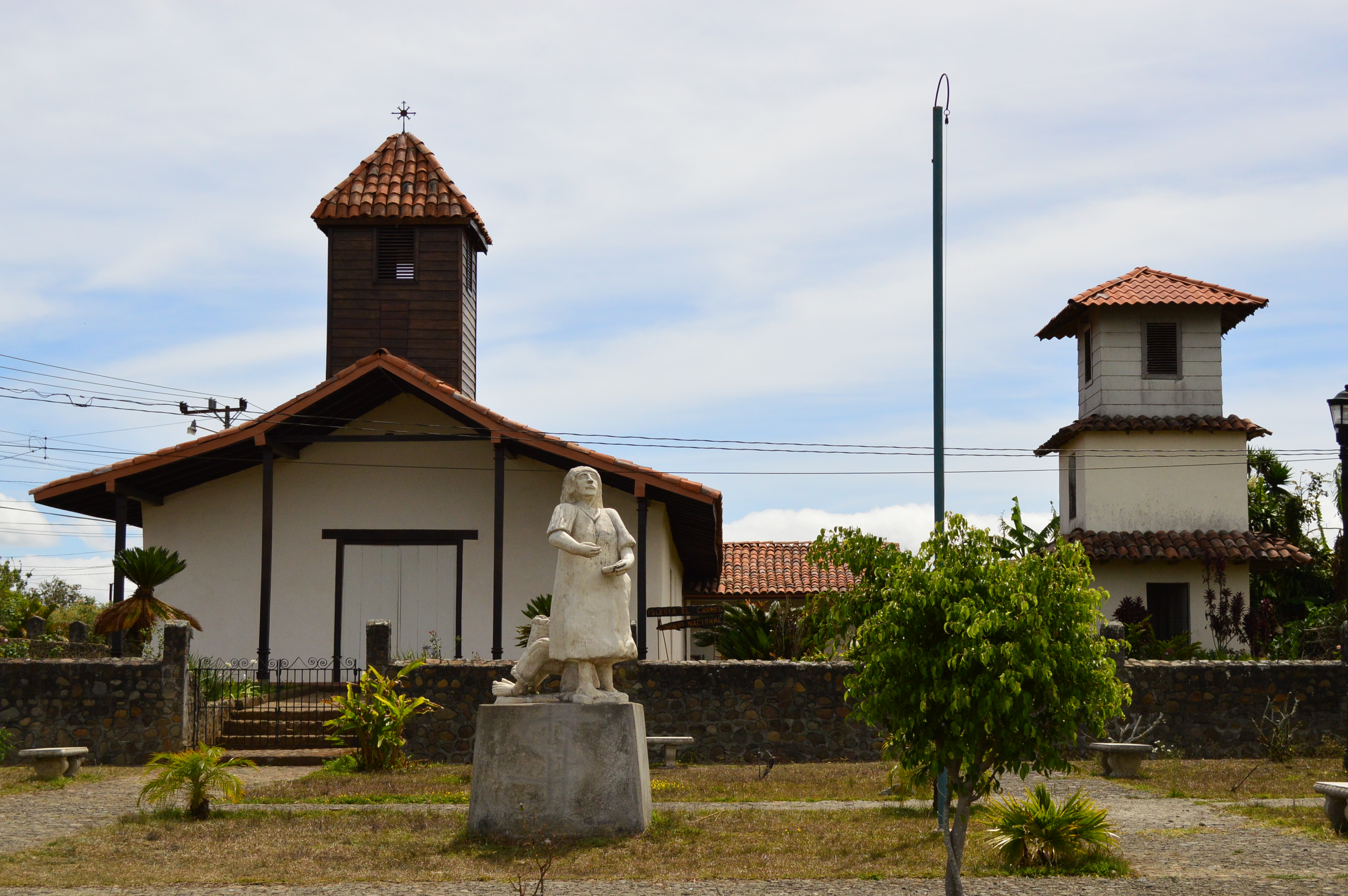
Iglesia de El Carmen, San Miguel de Santo Domingo de Heredia. Patrimonio Histórico Arquitectónico.

Santo Domingo es de las pocas ciudades de la depresión tectónica central cuyo ordenamiento urbano se planeó desde mediados del siglo antepasado, siguiendo el famoso plan damero colonial español, razón por la cual tiene cuadrantes de amplias calles y ordenadas cuadras; planeamiento iniciado en el siglo XIX. Gran cantidad de sus actuales edificios son del período del auge del café (1860-1930), con excepción de la iglesia del Rosario, de estilo e influencia Mudéjar, igual que otros templos de Costa Rica como el de Nicoya, del que guarda bastante parecido si se rescatara su estado original. 

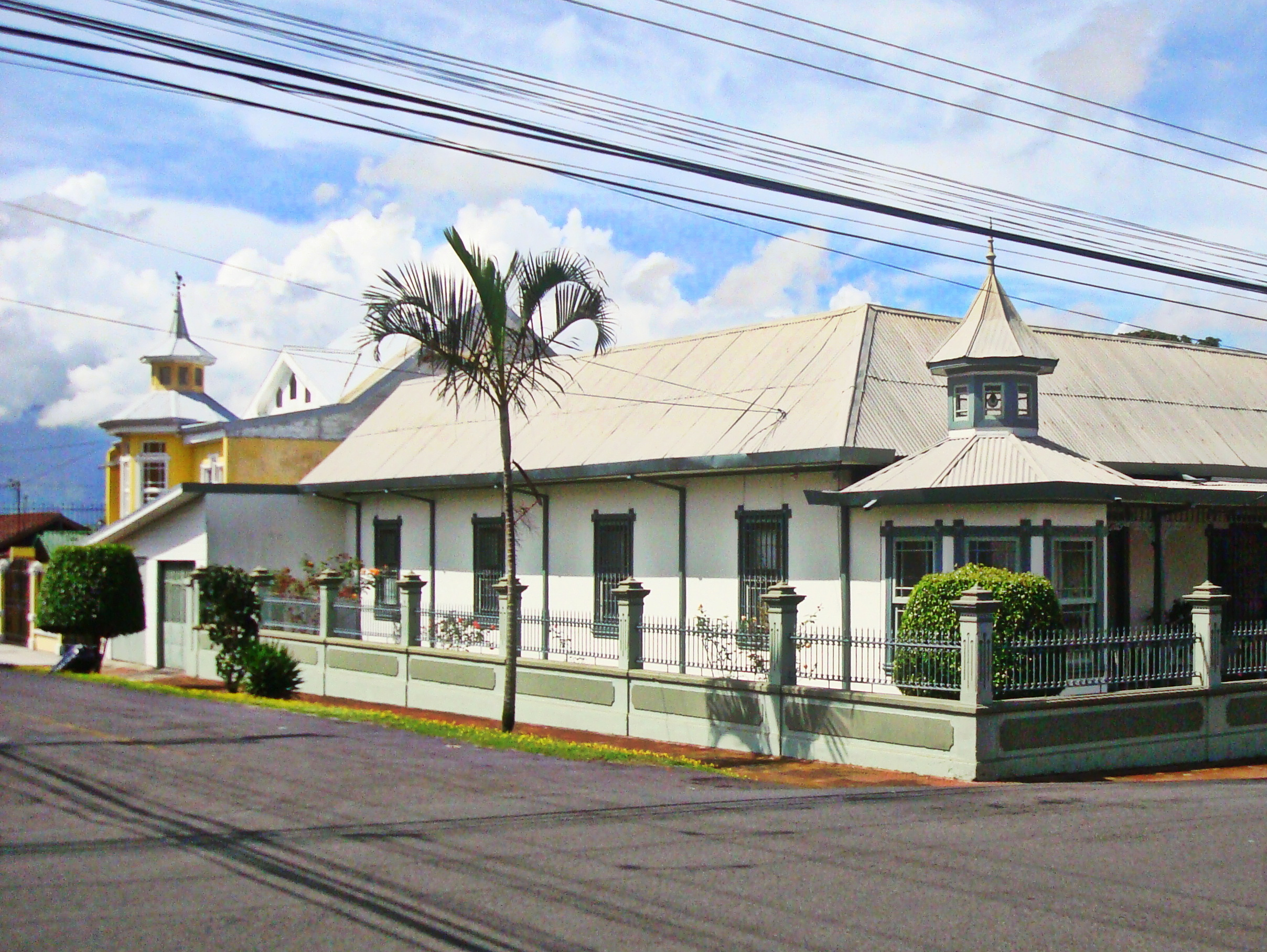
Casas en Santo Domingo de Heredia

La segunda iglesia es más neo clásica y es una Basílica levantada en pleno auge cafetalero. También el edificio municipal, el centro de salud y los edificios escolares destacan en la fisonomía domingueña. Aún es común ver cases de adobe y de bareque y otras de madera y ladrillo de finales del siglo XIX e inicios del siglo XX.
En el distrito Santa Rosa se ubica el Instituto Nacional de la Biodiversidad (INBio) cuyo objetivo es realizar un inventario del patrimonio natural de Costa Rica, promover su conservación y buscar compuestos químicos y material genético presentes en organismos vivos que pudieran ser usados por industrias como la farmacéutica, la cosmética u otras. Entre el distrito de Pará, cerca de la comunidad de San Luis de Santo Domingo se encuentra el Centro Recreativo Las Juntas el cual ofrece pozas para el disfrute de turistas.
En Santo Domingo se lleva la tradicional "Alborada" celebrando el día de Santo Domingo donde desde muy temprano, cimarronas y mascaradas van por las calles del centro de la comunidad alegrando el ambiente. En la comunidad de Los Ángeles, en el distrito de Tures, cada 2 de agosto se realizan las Fiestas Patronales en honor a la Virgen de Los Ángeles, una actividad que tiene alrededor de 35 años de existir es la famosa "Triangular benéfica" que consiste en un torneo integrado por aficionados al Club Sport Herediano, Liga Deportiva Alajuelense y Deportivo Saprissa y los fondos recogidos se utilizan para obras sociales en la comunidad, en este tradicional torneo han participado exjugadores de la primera división como Floyd Guthrie, Roger Flores, Benjamín Mayorga, Hermidio Barrantes, Carlos Vivó, Claudio Jara, William Sunsing, Allan Alemán, Luis Raquel Ledezma y Javier Delgado, entre otros.

## Demografía
Para el año 2022, Cantón de Santo Domingo cuenta con una población estimada de 45 932 habitantes, y para el último censo efectuado, en 2011, Cantón de Santo Domingo contaba con una población de 40 072 habitantes.
Para el censo calculado de la República al 31 de diciembre de 1934, el cantón de Santo Domingo registraba una población de 6641 habitantes, mientras que el país en ese momento tenía 565,427 habitantes. 
De acuerdo al censo nacional de 2011, la población del cantón era de 40 072 habitantes, de los cuales, el 7,7 % nació en el extranjero. El mismo censo destaca que había 11 496 viviendas ocupadas, de las cuales, el 77,6 % se encontraba en buen estado y habían problemas de hacinamiento en el 2,9 % de las viviendas. El 100 % de sus habitantes vivían en áreas urbanas.
Entre otros datos, el nivel de alfabetismo del cantón es del 99,1 %, con una escolaridad promedio de 10,4 años.
El censo nacional de 2011 detalla que la población económicamente activa se distribuye de la siguiente manera:
- Sector Primario: 2,5 %
- Sector Secundario: 18,7 %
- Sector Terciario: 78,7 %

## Servicios
- Servicios públicos: En la ciudad de Santo Domingo se ubican tres bancos públicos, una estación de policía y otra del Cuerpo de Bomberos, un local de la Cruz Roja Costarricense, una clínica de la Caja Costarricense del Seguro Social y un centro de Salud del Ministerio de Salud. Además en todo el cantón existen varias escuelas y colegios tanto públicos como privados.Santo Domingo cuenta además con excelente servicio de transporte público hacia Heredia y hacia San José.
- Otros servicios: Tanto en la ciudad como en sus distritos, existen hoteles, restaurantes, bares, supermercados, locales comerciales, panaderías, carnicerías, farmacias, gasolineras. Asimismo, es posible desplazarse con rapidez a San José y Heredia, ya que pasan por el cantón dos rutas nacionales primarias de gran importancia: la Ruta 32 por los distritos de Pará y San Miguel, y la Ruta 5 por el distrito central y los distritos de San Vicente y Santa Rosa, así como varias rutas nacionales secundarias y terciarias.

## Tradiciones y Cultura
Santo Domingo es un pueblo donde se conservan las tradiciones costarricenses. Sus fiestas patronales se celebran el 8 de agosto día de Santo Domingo y 7 de octubre día de la Virgen del Rosario, se hace un "turno" o feria, donde se realizan juegos tradicionales, eventos deportivos, juegos mecánicos, desfiles de boyeros, desfiles de mascaradas y cimarrona, bailes, juegos de pólvora y se puede degustar la gastronomía local como tortillas, sopas, tamales, gallo pinto, casados, café y aguadulce entre otros. Se conservan muchas casas y edificios antiguos de adobe, bahareque y madera. Existe una Casa de la Cultura donde se fomentan y organizan actividades culturales de todo tipo.
Para la Semana Santa se hacen procesiones durante todos los días de la semana, destacando la procesión de la penitencia el Viernes Santo a las 4 a. m.. 
Se conserva en la Basílica desde el 9 de marzo de 1675 la imagen de Jesús Nazareno del Consuelo, donada por Cecilia Vázquez de Coronado, hija de Juan Vázquez de Coronado quien concedió la imagen al Alfares Real Don Sebastián de Zamora. Rodeada de historias y leyendas desde el momento de su creación, una de ellas cuenta que fue hecha por el escultor guatemalteco Alonso de la Paz, quien murió al momento de terminar la imagen, pues esta "cobro vida", lo miro y le dijo "gracias". También se dice que durante un tiempo hubo una riña por la imagen con los vecinos del pueblo de Barva de Heredia, pues la reclamaban como suya. Un personaje histórico del cantón fue el escultor e imaginero Juan Mora González (1860-¿?).
En agosto y octubre se lleva a cabo una tradición única llamada "La Alborada", donde las personas acompañadas por la cimarrona y las mascaradas salen a recorrer las calles a las 5 a. m. en el marco de la celebración del día de Santo Domingo y el día de la Virgen del Rosario.
Desde mediados y finales del siglo XIX se goza de una amplia tradición musical, se ha fomentado la formación de bandas y filarmonías desde 1895, existe una escuela de música, bandas, marimbas y diversos grupos musicales en cada escuela y colegio, como la Banda del Colegio Santa María de Guadalupe. 
Las cimarronas (bandas callejeras de instrumentos de viento y percusión) han sido parte importante de las tradiciones domingueñas, amenizan desfiles de mascaradas, procesiones y otros eventos. Desde la primera cimarrona formada en 1875 y hasta hoy en día se ha desarrollado un estilo musical propio en Santo Domingo. Entre ellas la cimarrona de Freddy Bolaños en los 80`s y 90`s y actualmente la cimarrona La Original Domingueña. El 28 de septiembre de 2019 se realizó la declaratoria de Santo Domingo de Heredia como la cuna de cimarrona en Costa Rica en la sesión solemne del 150 aniversario del cantón.
Se dio la formación de una banda femenina en el año 1943, hecho sin precedentes para la época y que gozó de apoyo municipal y de gobierno.
Santo Domingo brinda un gran aporte a la música nacional con el reconocido músico Mario Chacón Segura (q.d.D.g) director musical del Conjunto Rítmico Los Ticos y compositor de canciones como: Caballito nicoyano, Mi novia linda, Ticas lindas, Guarito e` caña, Así es mi tierra, etc. Siendo su música la más representativa del folklore costarricense.
En el distrito de Tures se originaron las leyendas autóctonas de "La bruja de Tures", "El cantoral" y "La plata encantada".
También destacan artistas de muchas áreas: pintura, escultura, grabado, fotografía, teatro, danza y artesanía entre otros.

## Leyes y decretos de creación y modificaciones
- Resolución 13 de 28 de octubre de 1856 (límites del distrito Santo Domingo).
- Decreto Legislativo 9 de 28 de septiembre de 1869 (creación del cantón, segregado de cantón Heredia).
- Ley 58 de 1 de agosto de 1902 (título de ciudad a Santo Domingo).
- Ley 17 de 15 de noviembre de 1910 (linderos del distrito de San Jerónimo).
- Ley 42 de 27 de julio de 1914 (creación y límites del cantón de Tibás colindante con este cantón).
- Ley 55 de 1 de agosto de 1914 (creación y límites del cantón de Moravia colindante con esta unidad administrativa).
- Ley 2789 de 18 de julio de 1961 (creación y límites del cantón San Pablo colindante con este cantón).
- Decreto Ejecutivo 2100-G de 10 de diciembre de 1971 (creación y límites de distrito 7 Tures).
- Decreto Ejecutivo 2102-G de 10 de diciembre de 1971 (creación y límites del distrito 8, Pará).

## División administrativa
El cantón de Santo Domingo está dividido en ocho distritos:
- Santo Domingo
- San Vicente
- San Miguel (San Miguel Sur)
- Paracito
- Santo Tomás
- Santa Rosa
- Tures (Ángeles o Los Ángeles)
- Pará (San Luis)

## Geología
El cantón de Santo Domingo está construido geológicamente por materiales de origen Volcánico, tales como lavas, tobas y piroclástos de la época del Holoceno, período del Terciario.

## Geomorfología
El cantón de Santo Domingo, forma parte de la unidad geomórfica de origen Volcánico, representadas por el Relleno Volcánico del Valle Central.

## Hidrografía
El sistema fluvial del cantón de Santo Domingo, corresponde a la Vertiente del Pacífico, el cual pertenece a la cuenca del río Grande de Tárcoles.

## Deportes
- A.D. Santo Domingo. Campeón Nacional de Fútbol en 3.ª División por la Provincia de Heredia. El Club Domingueño tiene sus orígenes en 1904 y años más tarde se conforma con jugadores provenientes de cinco equipos del cantón: Deportivo Yurusty F.C, El Club Atlético Santa Rosa el cual fue subcampeón de Segunda B de ACOFA por Heredia en 1981, el Angeles F.C. fue campeón del torneo de San Luis 2016, del Torneo Cantonal 2017 y subcampeón del Torneo de 3.ª División de LINAFA región 9 de Heredia en 2018. Además del Club Deportivo Danubio, Roseño F.C, Real Deportivo Tomaseño y Deportivo Migueleño.